# Solange Damasceno
Solange Damasceno Santana dos Santos (Ilhéus, 2 de febrero de 1953) conocida como Gaga de Ilhéus, es una actriz y humorista brasileña.

## Biografía
Solange nació y es una habitante de la ciudad de Ilhéus, en el sur de Bahía. Quedó conocida nacionalmente en 2004, después de participar de un programa de radio en Ilhéus. En el programa, hacía reclamaciones de los problemas de su ciudad, y los argumentos y la gagueira de Solange llamaron la atención. El vídeo fue parar en el YouTube y Solange volcó una celebridade instantánea en la época, lo que a hizo participar de diversos programas de televisión y formar parte del elenco del extinto Show do Tom, en la TV Record.
En 2006, quedó indignada con el descaso de las autoridades locales en relación con la limpieza y conservación de la ciudad, ella resolvió ir a un programa de radio y cobrar del alcalde providencias, y la participación fue un éxito. Solange ya participó también de varios programas en la televisión, como Show do Tom, Hebe, Márcia, Pánico na TV, Programa do Ratinho, Pánico na Band, Domingo Legal, Hora de Faro, entre otros, y concedió varias entrevistas para radios, periódicos y revista.
En 2015 después de 7 años fuera de la televisión, regresa como protagonista del programa Pânico na Band.
Solange tiene una hermana gaga llamada Cremilda Santana, que ya participó junto con ella de programas como As Gagas de Ilhéus. Hicieron éxito en el programa Pánico na Band de 2015 a 2017, con los cuadros As Gagas de Ilhéus, Desempregagas y Largagas y Peladas.
Tiene más de 15 años de carrera, actualmente vive en el estado de Sergipe.

## Filmografía
| Año       | Título                       | Cargo      | Notas |
| --------- | ---------------------------- | ---------- | ----- |
| 2017–2018 | The Noite com Danilo Gentili | Ella misma |       |
| 2016–2019 | Programa do Ratinho          | Ella misma | [ 7 ] |

| Año       | Título         | Personaje         | Notas        |
| --------- | -------------- | ----------------- | ------------ |
| 2019      | Topíssima      | Doña Solange      |              |
| 2017      | Multi Tom      | Lady Gaga         | [ 8 ]        |
| 2015–2017 | Pânico na Band | Varios personajes | [ 9 ] [ 10 ] |
| 2008–2011 | Show do Tom    | Varios personajes | [ 11 ]       |

| Año  | Título        | Cargo             | Notas         |
| ---- | ------------- | ----------------- | ------------- |
| 2021 | Eliana        | Invitada especial |               |
| 2019 | Hora do Faro  | Invitada especial | [ 12 ] [ 13 ] |
| 2017 | Domingo Legal | Invitada especial | [ 14 ]        |
| 2008 | Pânico na TV  | Invitada especial |               |
| 2008 | Hebe          | Invitada especial |               |
| 2007 | Márcia        | Invitada especial |               |

### Internet
| Año           | Título                  | Cargo                  | Notas  |
| ------------- | ----------------------- | ---------------------- | ------ |
| 2019–presente | Canal de Tom Cavalcante | Varios personajes      | [ 15 ] |
| 2019          | Canal Carlinhos Maia    | Participación especial |        |

## Teatro
- Stand Up - 2012